# Giandomenico Fracchia
(Commento di Fracchia ai suoi superiori)
Giandomenico Fracchia è un personaggio immaginario televisivo e cinematografico ideato e interpretato da Paolo Villaggio. Apparve per la prima volta nel programma Quelli della domenica nel 1968 ed è uno dei tre principali personaggi di Villaggio assieme al professor Kranz e a Ugo Fantozzi.

## Evoluzione storica

### Anni sessanta
Villaggio, dopo aver lavorato presso la Italsider di Genova e grazie alla sua contemporanea attività cabarettistica, viene scoperto da Maurizio Costanzo e diventa conduttore televisivo nella trasmissione Quelli della domenica nel 1968. In questo programma, oltre a maltrattare il pubblico, a vestire i panni del prestigiatore tedesco Kranz e a proporre i suoi monologhi dai toni enfatici e catastrofici, Villaggio interpreta un personaggio goffo, impacciato, caratterizzato da un'eccessiva timidezza che lo porta a parlare con una voce sfiatata: Giandomenico Fracchia. Nei suoi sketch questo personaggio, spalleggiato dai vari componenti del cast di Quelli della domenica (tra cui Gian e Renato Pozzetto), tenta di sostenere una discussione, notevolmente intimidito dai suoi interlocutori, riuscendo a rispondere loro con grande difficoltà. In uno di questi sketch, curiosamente, come collega di Giandomenico Fracchia viene citato Fantozzi, uno dei protagonisti dei monologhi di Villaggio e che ne diventerà il personaggio più famoso.
L'anno successivo, Fracchia viene riutilizzato nella trasmissione È domenica, ma senza impegno, dove viene affiancato a Gianni Agus, che interpreta la sua controparte, a volte nel ruolo del severo e irascibile direttore, ma anche nel ruolo di un intraprendente e deciso venditore, e dove viene introdotto il tormentone della poltrona Sacco (esposta in numerosi musei di arte contemporanea in tutto il mondo), sulla quale Fracchia tenta invano di sentirsi a suo agio, rotolando puntualmente per terra. La coppia composta da Agus e Villaggio interpreterà in varie trasmissioni molti sketch nei quali un autoritario Agus terrorizza un impacciatissimo Fracchia. Lo sketch più utilizzato dalla coppia è quello del colloquio: uno spaccone Fracchia, rivolgendosi al pubblico, dice che affronterà il suo interlocutore a muso duro e otterrà ciò che vuole, per poi andare in panico davanti a lui che, alla fine del colloquio, esasperato, lo caccia via.

### Anni settanta
Nel 1971, anno in cui esce con grande successo il libro Fantozzi, Villaggio incide un disco in cui si esibisce in una serie di sketch molto simili a quelli televisivi, anche se Gianni Agus viene sostituito da Silvio Spaccesi, il quale, in vari ruoli, mette in soggezione il povero Fracchia.
Nel 1975, sulla scia del fortunatissimo film su Fantozzi, Villaggio ripropone il personaggio di Fracchia in televisione nella serie Giandomenico Fracchia - Sogni proibiti di uno di noi, insieme a Gianni Agus, nella parte del cavalier Acetti, Ombretta Colli, nella parte della Signorina Ruini, e Gigi Reder. In questa serie Fracchia è un ragioniere alle dipendenze di una grande azienda; mentre con i colleghi (tra cui Reder, nella parte del Geometra Borioli) si mostra sicuro e spaccone, in presenza della Signorina Ruini, suo grande amore inconfessato, e del Cav. Dott. Ulisse Acetti, il capoufficio, diventa terribilmente timido e impacciato. Quando è convocato nell'ufficio di Acetti, inoltre, Fracchia deve fare i conti con la terribile poltrona sacco, su cui non riesce mai a trovare un punto di equilibrio stabile.
L'unico sfogo di Fracchia sono i sogni (compensatori) ad occhi aperti, in cui trionfa sempre, riesce a conquistare la Signorina Ruini e a vendicarsi di Acetti, ma alla fine è costretto a ripiombare nella sua infelice condizione. Questi sogni sono la parodia di famosi film, programmi televisivi dell'epoca ed eventi sportivi: tra i personaggi impersonati da Fracchia ci sono Pelé, Raffaella Carrà, Gianni Agnelli e Little Tony. In ogni episodio Fracchia va dallo psicanalista per riuscire a sconfiggere le sue paure e dove scopre che la causa delle sue fobie e delle sue insicurezze è il fatto che lui rivede nel capoufficio i suoi genitori con cui ha avuto un difficile rapporto. Alla fine di ogni episodio, lo stesso Paolo Villaggio viene a prendere Fracchia agli studi RAI e vanno via insieme sulle note della canzone Facciamo finta che... cantata da Ombretta Colli, con interventi di Paolo Villaggio nella parte di Fracchia.
La serie televisiva ottiene successo e gli episodi verranno replicati varie volte. In questa serie molti elementi sono ripresi dai libri e dal primo film di Fantozzi: i vestiti molto simili (come i pantaloni "ascellari"), la presenza di una fiamma irraggiungibile come la Signorina Silvani, l'utilitaria (per Fantozzi la Bianchina, per Fracchia la Fiat 500), un collega occhialuto, Filini per Fantozzi e il geometra Borioli per Fracchia.

### Anni ottanta: i lungometraggi

Fracchia si incontra per la prima volta con il suo sosia, la Belva Umana, in Fracchia la belva umana (1981) di Neri Parenti.

Nel 1981 viene distribuito il film Fracchia la belva umana diretto da Neri Parenti, con Lino Banfi, Gigi Reder e Gianni Agus: in questa pellicola, Fracchia è single e lavora in un'azienda di merendine al cioccolato e il direttore, il dottor Orimbelli, si diverte a sbeffeggiarlo. Ha un sosia: un pericoloso criminale noto come La belva umana.
In questo film, che si rivelerà un successo e diventerà un cult movie, il personaggio si distacca dalla caratterizzazione adottata in televisione, per virare verso un tipo di comicità slapstick che aveva caratterizzato i precedenti film di Fantozzi e di altri personaggi interpretati da Villaggio (come Guido Belardinelli de Il... Belpaese, il Robi de Il signor Robinson, mostruosa storia d'amore e d'avventure e il Dr. Jekyll di Dottor Jekyll e gentile signora) e persino alcune gag sono prese direttamente dai film di Fantozzi.
Fracchia tornerà nel 1985 nel film Fracchia contro Dracula, una parodia dei film horror in stile slapstick, considerata anch'essa un cult.

## Descrizione del personaggio
(Paolo Villaggio riguardo a Fracchia)
Il ragioniere Giandomenico Fracchia è "l'ipertimido, il caso patologico", a detta dello stesso Villaggio. È vigliacco, sfortunato, goffo e schizofrenico nel suo essere servile verso i potenti, alla presenza dei quali va spesso in situazioni di ansia che lo gettano in una confusione tale da farlo esprimere a stento e con strafalcioni. Caratterizzato da una voce roca, sfiatata (come quella di Fantozzi) e dai numerosi tormentoni come "Mi si sono intrecciati i diti, me li streccia?", "Sto piombando in un marasma agghiacciante", "Abbia pietà", "Com'è umano, lei!".
Soffrendo per la sua timidezza, fa spesso sogni ad occhi aperti, in cui si immagina protagonista di eclatanti rivalse.
Allo stesso tempo, come molti timidi, è aggressivo e fanfarone verso i colleghi.

## Analogie fra Fantozzi e Fracchia
Quando uscì il primo libro di Ugo Fantozzi, Villaggio inserì al posto del ragionier Filini un individuo buffo di nome Fracchia, sfortunato, pasticcione e inferiore proprio come lui. Solo qualche anno più tardi Villaggio nei suoi romanzi cambierà identità a Fracchia, facendogli assumere tutte le tipiche e divertenti sfaccettature e caratteristiche di Filini, già apparso in Fantozzi e Il secondo tragico Fantozzi. Un individuo di nome Filini già esisteva nel primo libro di Fantozzi, ma Paolo Villaggio inizialmente non gli diede molta importanza, tanto che il Filini originario dei libri non aveva quasi nulla a che fare con il personaggio che oggi si conosce.

Villaggio (a destra) in Fracchia contro Dracula di Neri Parenti (1985); accanto a lui Gigi Reder nei panni di Arturo Filini, personaggio della serie di Fantozzi e qui nel suo unico crossover con il filone di Fracchia.

Fracchia invece, quando veniva interpretato da Villaggio negli anni sessanta in Quelli della domenica, era inizialmente diverso da Fantozzi, dato che quest'ultimo era nato sfortunato e inferiore per natura, come se il destino avesse dichiarato a lui guerra per sempre, garantendogli ogni tipo di sventura. Fracchia nelle sue azioni e nelle sue condizioni è talmente vigliacco e inferiore che quasi quasi si sente a suo agio nel provare queste atroci sofferenze psicologiche. Egli è un inetto totale e si fa mettere i piedi sopra la testa da qualunque individuo al di là dei suoi superiori, ed inoltre ha un modo di parlare estremamente confuso. Infatti ad ogni domanda che gli viene posta, Fracchia, essendo insicuro di sé ed anche ignorante, risponde con monosillabi, balbettii e fonemi sconnessi, gesticolando scoordinatamente con le mani, cercando di spiegare la sua risposta all'interlocutore.
Come sempre i colleghi e i direttori di Fracchia alla fine di un incontro giudicano il personaggio estremamente sciocco e inferiore. Una tipica espressione che Fracchia usa nei confronti dei suoi interlocutori, dato che li ritiene migliori di lui, più coraggiosi, più cattivi e più emancipati, è "Com'è umano lei!". Infatti Fracchia, avendo paura di tutto e di tutti, quando si confronta con qualcuno, crede che per lui sia la fine, essendo completamente svantaggiato e vulnerabile, e prova sollievo solo quando si ritrova solo con sé stesso. Nei primi due film di Fantozzi non si notano tali caratteristiche nel personaggio. Infatti Ugo Fantozzi, sebbene condannato dal destino, appare più sicuro di sé.
Ma dal film Fantozzi contro tutti (1980) in poi nei film seguenti, specialmente in Fantozzi subisce ancora (1983), quasi tutti diretti da Neri Parenti, avverrà una fusione tra i personaggi-caricature di Fracchia e Fantozzi e il risultato sarà un ragioniere estremamente sfortunato e per giunta per nulla sicuro di sé stesso che cerca solo di sfiorare l'autolesionismo quando si confronta con altri esseri proprio a causa della sua condizione e del suo modo di vivere. Di seguito, dalla metà degli anni ottanta, per oltre dieci anni, Paolo Villaggio, interpreterà anche altri buffi personaggi sciocchi, vigliacchi e sfortunati, tutti alter ego di Fracchia e Fantozzi.

## Apparizioni di Fracchia

### TV
- Quelli della domenica, programma TV (1968)
- È domenica, ma senza impegno, programma TV (1969)
- Signore e signora, programma TV (1970)
- Giandomenico Fracchia - Sogni proibiti di uno di noi, serie TV in quattro episodi (1975)

### Filmografia
- Fracchia la belva umana (1981)
- Fracchia contro Dracula (1985)

### Discografia
- Giandomenico Fracchia (Disco in vinile, 1971)
- In compagnia di Paolo Villaggio (CD Audio, 2005, compact disc con gli audio del disco uscito nel 1971).